# Присвајање (умјетност)
Апропријација (присвајање у умјетности), употреба већ постојећих предмета, скулптура или слика са врло мало трансформације. Као умјетничка стратегија, свјесно позајмљивање, копирање и интервенција већ постојећих слика, објеката и идеја. То је пракса која се често повезује са критиком појмова оригиналности и аутентичности, централних за неке дефиниције умјетности. Ролан Бартов есеј „Смрт аутора” из 1968. подстакао је идеју да је оригиналност ионако немогућа и да је све што се могло учинити јесте да се преуреде постојећи симболи. У извијесној мјери историја умјетности то подржава у томе што се чак и најиновативнијим умјетницима обично може показати да су позајмили слике од својих претходника. Треба само помислити на Манеово „присвајање” Ђорђонеа, Тицијана и Веласкеза (Доручак на трави, Олимпија, итд). Међутим, то питање добија далеко радикалнији заокрет почетком 20. вијека, са колажом и редимејдом Марсела Дишана. Отада се може пратити историја умјетности присвајања у фотомонтажама Хартфилда и одређеним Пикасовим скулптурама. Чак и овдје, међутим, поента је била начин на који је трансформисан идентитет слике или објекта.
Управо је са неодадом и поп-артом пракса присвајања постала централна, а дио изазова који су ови покрети представљали лежао је у недоумици колико је умјетник заиста доприносио коначном резултату. Раушенбергов прекривач за кревет попрскан фарбом или сликарске рекреације мета и америчких застава Џаспера Џонса и даље су носиле трагове традиционалне умјетничке активности, али када је усвојена безлична фактура масовне производње ствар је постала далеко проблематичнија. Гледајући уназад, могу се направити корисне разлике. У случају Ликтенстајнових слика инспирисаних стриповима, поређење са оригиналним изворима показује да је умјетник увијек доносио сопствене одлуке на основу критеријума дизајна у финалној слици, обично смањујући наративне информације ради визуелног утицаја. Ворхол се, с друге стране, ослањао на акциденте процеса да би дјелу дао неку врсту разлике од његовог извора, тако да су његови поступци тежили да буду ближе потпуном присвајању. Нетрансформисана употреба материјала коју спроводе минималисти, посебно Карл Андре, подстакла је пажњу на раније непримијећене аспекте тих материјала. Седамдесетих година прошлог вијека фотореалисти су представили своје изворе нетрансформисане осим кроз размјере (пропорције) и употријебљени медијум. Новији примјери присвајања су фотографије Ричарда Принса, наиме, непосредне фотографије реклама. Ричард Принс је имао и судски спор због плагијата са оригиналним фотографом реклама за цигарете Марлборо на којима су приказани каубоји. Међутим, много проблематичније за многе, због умјетничке вриједности изворног материјала, биле су фотографске копије Шери Левин поштованих фотографа као што је Волкер Еванс. 
Умјетност присвајања била је предмет утицајне изложбе под називом Pictures (Слике), коју је организовао критичар Даглас Кримп у Умјетничком простору (Artists’ Space) у Њујорку 1977. године. Кримп је тврдио да је електронска и механичка репродукција довела до ситуације у којој имамо „бесконачност неразлучивих копија, а појам оригинала је изгубљен”. Он је овдје даље развијао аргументе које је 1930-их изнео Валтер Бенјамин у свом есеју Умјетничко дјело у доба техничке репродукције. Од 1980-их, интересовање умјетника за конзумеризам је такође резултирало праксама попут Силви Флеури, која претвара куповину луксузне робе у умјетничку форму, или екстравагантне скулптуре инспирисане конзумерским производима Џефа Кунса. Понекад умјетност присвајања укључује значајан степен занатства. Слике Глена Брауна педантно приказују у потпуно плошној боји симулације измучене површине фактурно богатих дјела умјетника као што су Карел Апел и Франк Ауербах.
На крају крајева, потпуно присвајање је исто толико мит колико и потпуна оригиналност. Да би се сигнализирао умјетнички статус објекта или слике, мора се извести нека врста процедуре која је очигледна чулима посматрача, чак и ако је то само додавање етикете или промјена контекста. Чак је и Дишанова Фонтана постављена да лежи хоризонтално и потписана, што је већ оригинална интервенција. Ако би било које дјело било чисто присвајање, не би постојао начин да га било ко осим умјетника (са)зна. Чак и чин именовања или показивања укључује неку врсту промјене у перцепцији. Идеја присвајања је била најинтересантнија када је радила против доминантне умјетничке ортодоксије, као у случају дјела Дишана, Вархола или Марсела Бродтијерса, прије него се коначно трансформисала у академску или догму тржишта умјетности.